# Мрау-У
Мрау-У, или Мьохаун (Мраук-У, Мьяу-У; Мрохаун; бирм. မြောက်ဦး, транс. мьяу-у) — город в национальном округе (штате) Аракан в Мьянме.
Город основал король Минсомон в 1431 как столицу для объединившегося Араканского царства. В середине XVI века население города достигало 120 000. В Мьяу-У приезжали купцы из Португалии, Голландии, Аравии, Персии и Индии. С 1440 по 1790 гг. Мьяу-У контролировал южную половину бенгальской области Читтагонг, территорию современного штата Аракан и западную часть Нижней Бирмы. Цари Мьяу-У чеканили монеты с надписями на араканском языке, куфическом письме и бенгали. В 1790 г. царство вошло в состав Бирмы.
До сих пор сохранилось множество храмов и пагод. Наиболее знамениты храм Шиттаунг (Храм 80 000 статуй или Храм Победы, его построил король Разагри в 1535), храм Дукхантейн (Храм ординации) и храм Коутаун (храм 90 000 статуй).
До начала гражданской войны Мрау-У был заметным туристическим, а также археологическим центром. Окрестности Мьяу-У плодородны, и там выращивается рис.
После начала гражданской войны в Мьянме в 2021 году Мрау-У стал центром вооружённых столкновений между ополченами из Армии Аракана и войсками хунты. 8 февраля 2024 года Армия Аракана установила полный контроль над городом.
Название происходит от слова «мьяу» — север.